# Anastasia (balletto)
Anastasia è un balletto ideato e coreografato da Kenneth MacMillan su musiche di Pëtr Il'ič Čajkovskij, Bohuslav Martinů, Fritz Winckel e Rüdiger Rüfer. Il balletto ebbe la sua prima alla Deutsche Oper Berlin nel 1967 come atto unico e fu successivamente rielaborato da MacMillan in una versione in tre atti esordita alla Royal Opera House nel 1971.
Il balletto è incentrato sull'eponima granduchessa russa e sulla figura di Anna Anderson, che negli anni sessanta e settanta veniva creduta essere la vera Anastasia da una gran parte del pubblico, tra cui lo stesso MacMillan. Soltanto negli anni ottanta i test del DNA smentirono definitivamente questa ipotesi.

## Storia
Una prima versione del balletto in un solo atto debuttò alla Deutsche Oper Berlin il 25 giugno 1967 con Lynn Seymour nel ruolo di Anastasia/Anna Anderson. Il balletto era ambientato nell'ospedale psichiatrico in cui la Anderson fu internata per gran parte della sua vita, inframezzato a ricordi del suo passato opulento come granduchessa di Russia. La partitura consisteva nella sinfonia n. 6 di Bohuslav Martinů e di musica elettronica originale composta da Fritz Winckel e Rüdiger Rüfer.
Quando MacMillan lasciò la carica di direttore artistico del Deutsche Oper Ballet per tornare a dirigere il Royal Ballet, riprese in mano Anastasia e lo ampliò in un balletto in tre atti. Quello che fu l'unico atto portato in scena a Berlino divenne l'ultimo atto della nuova versione, i cui primi due atti erano invece dedicati all'infanzia della granduchessa e alla fine dei Romanov con la Rivoluzione d'ottobre. Le sinfonie n.1 e 6 di Čajkovskij facevano da colonna sonora al primo e al secondo atto.

## Trama

### Atto I
Nell'estate del 1914 la famiglia imperiale è festosamente occupata in un picnic estivo, in cui la giovanissima Anastasia si conferma come l'anima dell'evento. Ad intrattenere lo zar e la sua famiglia ci pensa un vivace gruppo di cadetti della marina. L'idillio è interrotto dall'arrivo di un messaggero che annuncia allo zar lo scoppio della guerra e i cadetti interrompono i loro passatempi per andare a combattere.

### Atto II
San Pietroburgo, 1917. La sedicenne Anastasia debutta in società e per festeggiare l'evento due ballerini del Balletto Mariinskij si esibiscono in un elegante pas de deux. La ballerina altri non è che Matil'da Feliksovna Kšesinskaja, l'ex amante dello zar. I festeggiamenti vengono interrotti dai rivoluzionari bolscevichi, che arrestano la famiglia reale e la porta via.

### Atto III
In un ospedale psichiatrico Anna Anderson è tormentata da ricordi confusi del suo passato, in cui i personaggi dei primi due atti si ripresentano, ma cambiati al punto di essere quasi irriconoscibili. In bilico tra i ricordi e la pazzia, Anna accetta di essere la granduchessa Anastasia e si aspetta che il mondo la riconosca come tale. Inizialmente questo terzo atto era l'unico atto del balletto, che solo successivamente viene trasformato in uno spettacolo a serata intera aggiungendone due che fungevano da prequel.

## Esecuzioni
La versione definitiva di Anastasia ebbe la sua prima alla Royal Opera House il 22 luglio 1971 con costumi e scenografie di Barry Kay, che aveva già curato la messa in scena originale. Lynn Seymour tornò a danzare il ruolo di Anastasia, mentre il resto del cast comprendeva Antoinette Sibley, Anthony Dowell, Lesley Collier e David Wall.
Dopo la morte di MacMillan, il balletto fu riportato in scena dal Royal Ballet nel maggio 1996 con modifiche minori sotto la supervisione di Deborah MacMillan, la vedova del coreografo. Bob Crowley curò la scenografia e i costumi.
Anastasia è rimasto nel repertorio del Royal Ballet e nel corso degli anni il ruolo della protagonista è stato danzato da ballerine di alto profilo, tra cui Viviana Durante, Leanne Benjamin, Mara Galeazzi, Lauren Cuthbertson, Laura Morera e Natal'ja Osipova.

## Chi era Anna Anderson
Nel massacro del 1918 da parte dei Bolscevichi a Ekaterinburg la famiglia imperiale russa dei Romanov viene massacrata. I corpi di Nicola II, di sua moglie e di tre dei loro cinque figli vengono riesumati. All’appello però ne mancano due, quello di Anastasia e di Alessio. Che fine hanno fatto gli ultimi discendenti dello zar? Sono forse riusciti a sopravvivere al massacro? Se numerosi studiosi per anni si pongono queste domande, una risposta sembra arrivare a risolvere il caso della figlia dei Romanov. Una risposta che in realtà si trasforma ben presto in un mistero.
Molti anni dopo a Berlino infatti, nel 1920, una donna viene trovata da un poliziotto sul parapetto di un ponte, pronta a lanciarsi. Una volta salvata e portata in centrale, questa si mostra in stato confusionale, non ricorda chi sia e per questo viene rinchiusa in un istituto psichiatrico. Solo poco tempo dopo la donna, come risvegliatasi dal letargo, dichiara di essere Anastasia Romanov. L’età coincide, la somiglianza c’è, eppure nessuno le crede. La situazione inizia a catturare l’attenzione dei media tedeschi e ben presto diventa un caso.
Alla donna viene attribuito il nome di Anna Anderson e nel frattempo inizia un lungo processo con il quale dovrà dimostrare di essere davvero la discendente dei Romanov. Tra ex domestici, conoscenti e parenti vari, in tanti cercano in ogni modo di capire se si tratti di una truffatrice o della vera Anastasia, ma sono definitive le sentenze della nonna, l’imperatrice Maria, e della zia, la granduchessa Olga, che denunciano Anna per frode. Nel 1970 (e poi nel 1977) arriva infatti la sentenza definitiva del tribunale che chiude il processo per assenza di prove.